# Lysiloma watsonii
Lysiloma watsonii är en ärtväxtart som beskrevs av Joseph Nelson Rose. Lysiloma watsonii ingår i släktet Lysiloma och familjen ärtväxter. Inga underarter finns listade i Catalogue of Life.